# Rennebu
Rennebu là một đô thị thuộc hạt Trøndelag, Na Uy. Nó là một phần của khu vực Orkdal. Trung tâm hành chính của đô thị này là làng Berkåk.
Rennebu đã được tách ra từ Meldal năm 1839. Các giáo xứ của Innset được chuyển từ Kvikne (và cũng từ Hedmark quận) để Rennebu (và Trøndelag quận) trên 01 tháng 1 năm 1966.
Phần lớn dân số sống tại các trung tâm hành chính Berkåk và trong các làng Innset, Stamnan, Voll và Nerskogen.